# Monte Lagusiello
42°09′14.13″N 12°17′21.82″E
Il Lagusiello o Laguscello è un'area protetta, appartenente (con le vicine Pantane) al Parco Naturale Regionale di Bracciano-Martignano, e sita nel Comune di Trevignano Romano (RM). Si tratta di un piccolo cratere che ospitava fino al 1776 un lago, che venne prosciugato da Domenico Grillo di Mondragone per mezzo di uno sboccatore preesistente, forse di epoca romana, o più antico, che riversò l’acqua nel lago Sabatino.
In sua prossimità, dalle pendici dell'omonimo monte, sono situate le sorgenti del Treja.